# Ava Dongo
 (novembre 2019).
Si vous disposez d'ouvrages ou d'articles de référence ou si vous connaissez des sites web de qualité traitant du thème abordé ici, merci de compléter l'article en donnant les références utiles à sa vérifiabilité et en les liant à la section « Notes et références ».
Ava Dongo Luete est un footballeur international congolais né le 27 janvier 1996 à Kinshasa qui évolue au poste de défenseur central au Royal Antwerp FC en Belgique.

## Biographie
Il reçoit sa première sélection en équipe de République démocratique du Congo le 18 septembre 2019, en amical contre le Rwanda. Il se met de suite en évidence en inscrivant un but. Toutefois, la RDC s'incline 2-3.